# Tom Ewell
Tom Ewell, född som Samuel Yewell Tompkins den 29 april 1909 i Owensboro, Kentucky, död 12 september 1994 i Woodland Hills, Los Angeles, Kalifornien, var en amerikansk skådespelare.

## Biografi
Ewell började sin skådespelarkarriär i Summer Stock 1928, (Upp med ridån),  tillsammans med Don Ameche, innan han flyttade till New York 1931. Han studerade vid Actors Studio tillsammans med klasskamrater som till exempel Montgomery Clift och Karl Malden. Han gjorde sin debut på Broadway 1934 och sin filmdebut 1940. Under flera år agerade han i komiska biroller. Han väckte uppmärksamhet med en stark insats i filmen Adam's Rib (1949), (Adams revben), och började få allt fler roller i Hollywoodproduktioner. Ewell fortsatte spela i Summer Stock under 1940-talet: Han spelade mot June Lockhart i Lawrence Rileys biografiska drama Kin Hubbard 1951, historien om en amerikansk komiker och serieskapare. Med detta drama gjorde Ewell även sin debut som regissör.
Hans mest framgångsrika och troligtvis mest kända roll kom 1952 då han spelade i Broadwayuppsättningen av The Seven Year Itch, (Flickan ovanpå). Med Vanessa Brown som "The Girl" gick uppsättningen i nästan tre år. 1953 belönades han med Tony Award för sin roll. Han gjorde rollen ännu en gång 1955 i filmversionen, där Brown ersattes av Marilyn Monroe. Scenen då Ewell beundrar Monroe då hon står över ett tunnelbanegaller med uppblåst kjol har blivit en av de mest kända filmscenerna i filmhistorien. Han tilldelades en Golden Globe Award för sin rollprestation i den filmen. 
Han åtnjöt även andra filmframgångar som till exempel Flickan rår inte för det (1956) där han spelade mot Jayne Mansfield. Han gjorde en biroll i USA premiären av Waiting for Godot med Bert Lahr 1956 vid Coconut Grove Playhouse i Miami, Florida. När hans film och teaterkarriär verkade ha nått sin topp gick han över till televisionen. Under flera år gjorde han gästspel i ett flertal serier, och fick en Emmy Award nominering för sin roll i TV-serien Baretta. Hans sista roll var i ett avsnitt av  Murder, She Wrote, 1986, (Mord och inga visor). 

## Filmografi
- They Knew What They Wanted : New hired hand 1940
- Back in the Saddle : Fight Spectator 1941
- Desert Bandit : Texas Ranger Ordway 1941
- Southward Ho Ho! : Tom 1949
- The Football Fan : Tom 1949
- Adams revben : Warren Francis Attinger 1949
- A Life of Her Own : Tom Caraway 1950
- American Guerrilla in the Philippines : Jim Mitchell 1950
- Mr. Music : 'Cupcake' Haggerty 1950
- Finders Keepers : Tiger Kipps 1951
- Up Front : Willie 1951
- Lost in Alaska : Nugget Joe McDermott 1952
- Back at the Front : Willie 1952
- Flickan ovanpå : Richard Sherman 1955
- The Lieutenant Wore Skirts : Gregory Whitcomb 1956
- The Great American Pastime : Bruce Hallerton 1956
- Flickan rår inte för det : Tom Miller 1956
- A Nice Little Bank That Should Be Robbed : Max Rutgers 1958
- The Tom Ewell Show (TV-serie) : Tom Potter (1960-61)
- Tender Is the Night : Abe North 1962
- Vår i kroppen : Abel Frake 1962
- Suppose They Gave a War and Nobody Came? : Joe Davis 1970
- To Find a Man : Dr. Hargrave 1972
- They Only Kill Their Masters : Walter, Eden Landing Cop 1972
- Search for Tomorrow (TV-serie) : Sheriff Bill Lang (1972)
- Den store Gatsby : Mourner 1974
- Baretta (TV) : Billy Truman 1975
- Promise Him Anything (TV) : Judge Jason Melbourne 1975
- Return of the Mod Squad (TV) : Cook 1979
- Terror at Alcatraz (TV) : Johnson 1982
- Easy Money : Scrappleton 1983

## Teater

### Roller
| År   | Roll        | Produktion                    | Regi         | Teater                       |
| ---- | ----------- | ----------------------------- | ------------ | ---------------------------- |
| 1947 | Fred Taylor | John Loves Mary Norman Krasna | Joshua Logan | Booth Theatre, New York, USA |